# Ribeira da Cadaveira
A ribeira da Cadaveira é um pequeno curso de água costeiro, encanado no seu troço final, que desagua na zona entre as praias da Poça e do Tamariz, em São João do Estoril. Está classificada segundo a metodologia do Instituto da Água como «Muito Poluída». O étimo «cadaveira» refere-se a um terreno de cádavos, palavra de origem galega que designa os paus de tojo queimados que ficavam em pé após uma queimada. A ribeira tem a sua nascente em Alcoitão, onde apresenta margens artificializadas devido à grande pressão antropogénica, recuperando o seu leito natural após atravessar os campos do Estoril Golf. A partir do final do Vale de Santa Rita, encontra-se encanada até à sua foz.
A ribeira estava no centro de uma dita popular na zona onde desembocava:
«Quando o mar bate na Cadaveira, chove, mesmo que Deus não queira»